# 빨간 피터의 고백
빨간 피터의 고백은 2001년에 개봉한 대한민국의 영화이다.

## 캐스팅
- 추상록
- 이혜은
- 유준상
- 박광정
- 김선영
- 추상미